# Douglas Dolphin
Douglas Dolphin — летающая лодка-амфибия с конструкцией свободнонесущего высокоплана. Хотя было построено только 58 экземпляров, они выполняли широкий спектр ролей: частная «яхта», авиалайнер, военный транспорт, спасательный самолёт.

## Дизайн и разработка
Dolphin был разработан в 1930 году на основе самолета Sinbad, который до этого проектировался как роскошная «летающая яхта». Sinbad не нашёл рынка из-за Великой депрессии, однако Дональд Дуглас смог заинтересовать Береговую охрану США, которая в итоге купила не просто Sinbad, а 12 экземпляров самолета Dolphin.
Конструкции Dolphin и Sinbad были одинаковыми, за исключением того, что Dolphin получил шасси, которое состояло из основных опор, прикреплённых шарнирно к корпусу V-образными стойками, а к нижней поверхности крыльев — стойками с масляным амортизатором. Кроме шасси, было добавлено дополнительное оперение, которое прикреплено к верху гондол двигателей, чтобы преодолеть проблемы с турбулентностью.

## История использования

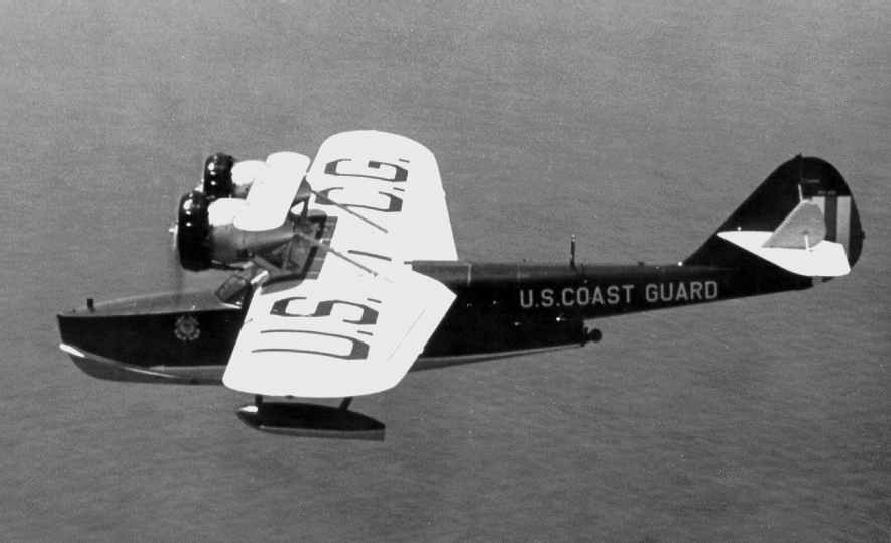
US Coast Guard RD-1

Первые два самолёта были приобретены авиакомпанией Wilmington-Catalina Airlines для маршрута Лос-Анджелес — остров Санта-Каталина. Следующие экземпляры были приобретены ВМС США и Береговой охраной США в качестве транспортно-спасательных самолётов. US Army Air Corps заказал несколько экземпляров под марками C-21, C-26, и C-29. Большая часть позже была заказана в изначальной роли роскошного транспорта. Среди владельцев были Уильям Боинг, основатель Boeing Company, и Филип К. Ригли, сын основателя Wm. Wrigley Jr. Company. Уильям Киссэм Вандербильт II приобрел два экземпляра с особым интерьером для использования совместно со своей яхтой Alva в качестве летающих тендеров.
Один экземпляр был приобретен ВМС США как транспорт для Президента Франклина Рузвельта. Несмотря на то, что он никогда не использовался Рузвельтом, это был первый самолет, произведенный в качестве средства передвижения Президента Соединённых Штатов.

## Модификации
Y1C-21
Y1C-26
С-29
XRD-1
RD
RD-2
RD-3
RD-4
Civil Dolphin

## Операторы
Аргентина
- Аргентина

 Австралия

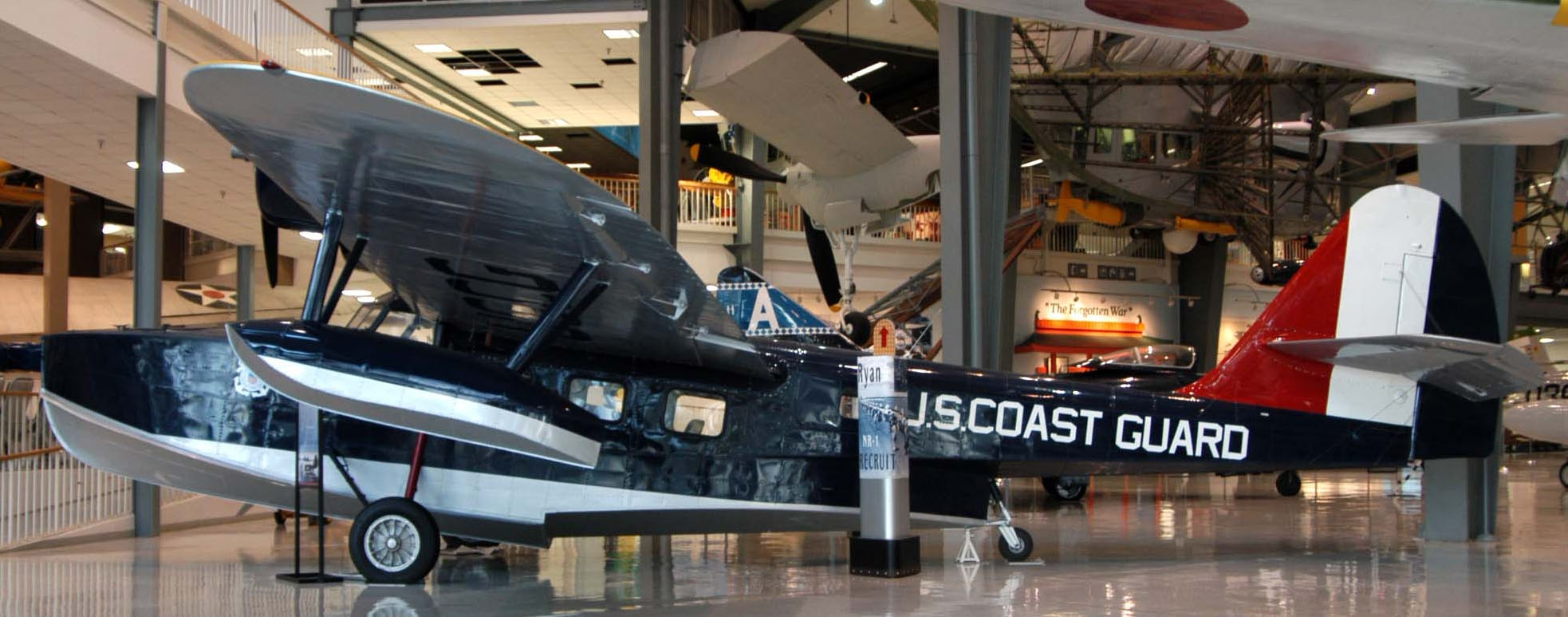
Единственный уцелевший Dolphin в Национальном музее морской авиации.

- Королевские военно-воздушные силы Австралии

 США
- US Army Air Corps
- US Army Air Force
- Береговая охрана США
- Корпус морской пехоты США
- Военно-морские силы США

## Спецификации (Dolphin)

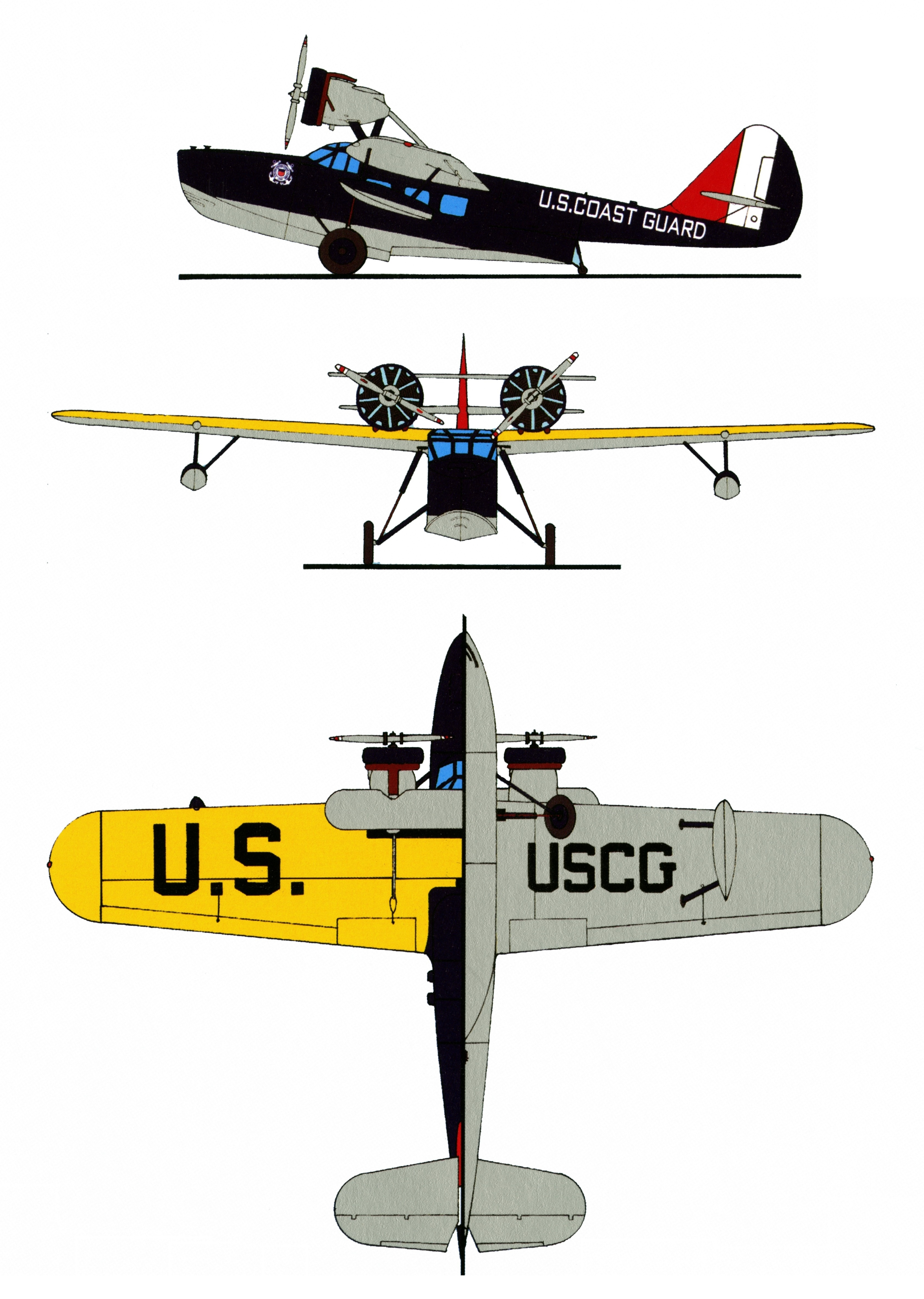

Основные характеристики
- Экипаж: Два пилота
- Пассажиры: Шесть пассажиров
- Длина: 45 фут 1 дюйм (13,74 м)
- Размах крыла: 60 фут 0 дюймов (18,29 м)
- Высота: 14 фут 0 дюймов (4,27 м)
- Площадь крыла: 592 фут² (55,0 м²)
- Масса пустого: 7 000 фунт (3 175 кг)
- Максимальная взлётная масса: 9 530 фунт (4 323 кг)
- Двигательная установка: 2× Pratt & Whitney R-985 звездообразные двигатели, 450 л. с. (336 кВт)  каждый

 Лётные характеристики 
- Максимальная скорость: 156 миль/ч (217 км/ч)
- Практическая дальность: 720 миль (1,159 км)
- Практический потолок: 17 000 фут (5,180 м)
- Скороподъёмность: 710 фут/мин (216 м/мин)